# 上樣
上樣（日语：／ Uesama/Kamisama/Jōsama）是日本用語，主要是對人的尊稱，以不同讀音，表達不同意思。

## 用法
當讀作時，是對地位尊貴者的尊稱。在古代日本，主要是指天皇，不過在室町時代，亦被大名使用，在江戶時代則專指征夷大將軍（將軍）。慶應3年12月9日（1868年1月3日），在發表王政復古的大號令後，最後的將軍德川慶喜的辭任得到承認，翌日（1868年1月4日），慶喜宣言自身的地位為「上樣（日语：／ Uesama）」，這被認為是宣示即使將軍職和幕府不在，亦有繼續統治日本的意志。在電視劇『暴坊將軍』中飾演第八代將軍德川吉宗的松平健亦被稱為上樣。在現代日本，亦會把收據、帳單等的接收方稱作上樣。
當讀作 時，則是專指收據、帳單等的接收方。被認為是由古代的尊稱「上樣」演變而來。亦有一説指，本來是「上得意（日语： Jōtokui）」、「上客（日语： Jōkyaku）」的略稱，後來變為「上樣（日语：／ Jōsama）」，此説真偽不定。
當讀作時，則是對別人妻子的尊稱。古代日本則是指地位尊貴者的妻室。在近世以後，亦可指町家的妻室。在上方，指已隱居的良家老母。亦多數會轉讀為。
作為一後綴，可變為「～上樣」，如「父上樣（日语：／ Chichiuesama）」、「姉上樣（日语：／ Aneuesama）」等。亦可以「～上」表示。

## 外部連結
- 上様(ウエサマ)とは - コトバンク （页面存档备份，存于）